# Zimoděj
Zimoděj (anglicky Wintersmith) je humoristická fantasy kniha Terryho Pratchetta, 35. ze série Zeměplocha.

## Obsah
Dva roky po událostech knihy Klobouk s oblohou Tonička Bolavá, nyní třináctiletá dívka, trénuje s čarodějkou Slečnou Velezradnou. Ale, když Slečna pošle Toničku pro svědectví tajemství Temného Morrisova tance - Morrisův tanec, (tančený v černém oblečení a s oktironovými zvonky) který vítá zimu, je dívka vtažena do pohybu a připojuje se k tanci. Postaví se tváří v tvář i samotnému Zimodějovi - samotné zimě - čímž zastoupí místo Letní dámě a získá část její síly (rostliny rostoucí v jejích šlápotách, Roh hojnosti) a srdce samotného Zimoděje.
Nevědomě pak ztratí při tanci svůj stříbrný pendul ve tvaru koně (dárek od Rolanda, baronova syna). Zimoděj pak díky němu dokáže Toničku najít a předává jí tak dary (růže vytvořené z ledu, její jméno na okně z námrazy nebo vločky ve tvaru Toniččiny tváře). Proto také nakonec hodí Bábi Zlopočasná pendul do Lancerského potoka.
Před těmito problémy se Zimodějem zemře Slečna Velezradná (bylo jí 111, ale říkala, že je jí 113, protože to zní lépe). Mladá čarodějka Anagrama zastoupí místo Slečny Velezradné, jenže potřebuje pro pár prvních dní pomoc nejen od Toničky ale i od ostatních mladých čarodějek. Tonička se přestěhuje ke Stařence Oggové.
Zimoděj mezitím dál pokračuje v zasypávání krajiny tisíci sněžnými vločkami ve tvaru Toničky a neustává ji hledat. Domy se začínají zavalovat sněhem a ovce na křídě umírají. Krajina se stala dokonale bílou.
Toniččin bratr Čestmír uloví velkou rybu se stříbrným pendulem v žaludku. Toničko si ho vezme a tak ji Zimoděj po delší době znovu najde a unese do svého ledového paláce. Ten Tonička rozpustí skrze polibek se Zimodějem. Znovu proběhne Morrisův tanec (tentokrát letní) ve kterém Zima (Zimoděj) umře a Léto (Letní dáma) se znovuzrodí. Koloběh ročních období tak může znovu pokračovat.

## Další zajímavé osoby
- Stařenka Oggová - Jedna z lancerských čarodějek
- Slečna Velezradná - 111 let stará a slepá čarodějka
- Roland - Baronův syn
- Horác - Lancerský modrý sýr
- Anagrama - mladá čarodějka, zastoupila Slečnu Velezradnou